# Limnonectes hascheanus
Espèce
Synonymes
- Polypedates hascheanus Stoliczka, 1870

Statut de conservation UICN

 LC  : Préoccupation mineure
Limnonectes hascheanus est une espèce d'amphibiens de la famille des Dicroglossidae.

## Répartition
Cette espèce se rencontre dans le sud-est de la Birmanie, dans le sud-ouest de la Thaïlande et en Malaisie péninsulaire entre 50 et 1 000 m d'altitude.

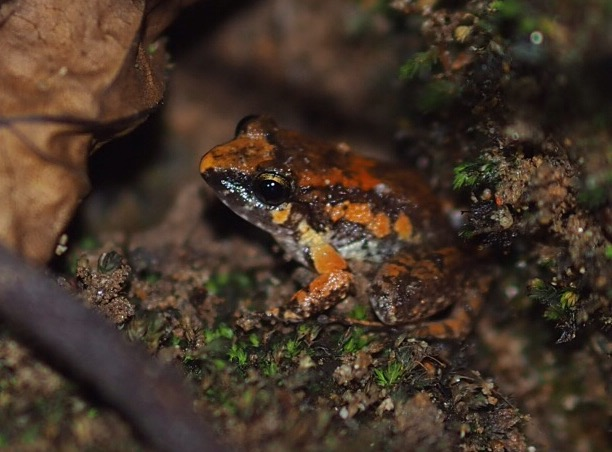
Limnonectes hascheanus, sud de la Thaïlande

Sa présence est incertaine aux îles Andaman en Inde.

## Étymologie
Cette espèce est nommée en l'honneur d'Alfred Hasche, consul prussien au Penang.

## Publication originale
- Stoliczka, 1870 : Observations on some Indian and Malayan Amphibia and Reptilia. Proceedings of the Asiatic Society of Bengal, vol. 1870, p. 103–109 (texte intégral).